# (6354) Vangelis
(6354) Vangelis (1934 GA) – planetoida z pasa głównego asteroid okrążająca Słońce w ciągu 4,33 lat w średniej odległości 2,66 j.a. Odkryta 3 kwietnia 1934 roku.